# 将围麦氏家塾
将围麦氏家塾，是深圳市历史建筑之一，位于中国广东省深圳市光明区马田街道将石社区将围旧村村前路旁。该建筑物建于清朝，属于古建築，为學堂書院。